# 章民強
章民強（1920年4月24日—2019年6月10日），生於中國浙江吳興，企業家，太平洋建設創辦人。

## 生平
章民強在浙江出生，1948年於上海華強工專畢業，進入殷之浩創辦的大陸工程工作。
1949年，在國共內戰中隨中華民國政府來台灣，在大陸工程台北辦公室上班。
1967年6月14日，太平洋建設公司創立，章民強與孫法民、鄭乙丑、李玉田、李鴻文等太平洋電線電纜的成員共同投資。
1979年，孫法民任太平洋建設公司董事長。半年後，公司股票上市。
1983年，太平洋建設公司開始籌設百貨公司。1986年，與日本崇光百貨簽約，共同經營，經濟部投審會核可了這項投資案，為太平洋崇光百貨。同年，孫法民退休，太電集團分家，章民強的太平洋建設集團獨立運作。
2002年，章民強至法院要求前太平洋流通董事長李恆隆交還信託的太平洋崇光百貨股權，引發太平洋崇光百貨經營權之爭。
2019年6月10日老衰逝世，享耆壽99歲。

## 家庭
- 長子：章啟光
  - 兒子章克勤，現為太平洋房屋副總經理。[3][4]
  - 兒子章克紹[5]
  - 兒子章克宇[5]
- 次子：章啟明
- 三子：章啟正娶張蘇明，北京君太百貨董事長。[6][7]
  - 長子章克威在北京君太百貨歷練。[8]
  - 幼子章克豪[9]
  - 長女章詩恩，曾任太設子公司豐洋興業經理、太崇興業副總經理。

## 著作
- 信念: 章民強深耕台灣建築世界 [10]